# 몽골의 정치

몽골의 국장

몽골은 이원집정부제 민주주의 공화국이며, 다당제를 채택하고 있다. 행정권은 대통령과 정부에 있으며, 입법권은 의회에게 있다. 사법권은 행정부와 입법부에게서 독립되어 있다.

## 정치사

### 공산주의
1921년 몽골 혁명 이후부터 민주화된 1990년대까지, 몽골은 사회주의 국가인 몽골인민공화국이었다. 몽골인민공화국은 소비에트 연방의 지도를 따르는 공산주의 국가였으며, 몽골 인민당만이 유일한 합법정당이었다. 몽골 인민당이 첫 20년 동안 정치적으로 안정을 잡은 이후, 90년대에 공산주의 국가들이 무너질 때까지 별다른 정치적 소요 사태는 일어나지 않았다. 이 당시에 집단농장, 농업의 도입, 정착 주거 생활 등이 몽골 지역에 별다른 반발없이 도입되었다.
혁명 후 몽골인민당은 ‘반봉건투쟁’을 실시하여 왕과 라마교의 재산을 몰수하고 특권을 박탈하였으며, 1930년대 후반에는 ‘스탈린 대숙청(大肅淸)’의 영향 등으로 몽골에서도 많은 사람들이 ‘부르주아민족주의자’의 죄목을 지고 숙청되었다. 이 과정에서 권력을 쥔 것이 허를러깅 처이발상이었다. 1940년에는 헌법이 개정되고 몽골은 사회주의 건설단계로 변화했다. 그러나 제2차세계대전이 발발하면서, 본격적인 사회주의 국가 건설은 전후에 시작되었다.
1952년 처이발상이 타계하자 욤자깅 체뎅발이 뒤를 이었으며, 1958년에 이르러 몽골은 정치적인 안정을 되찾았다. 1960년에는 헌법이 3차 개정되고 사회주의 국가로서의 이행이 달성되었다. 몽골은 1960년에 사회주의 신헌법을 공포했다. 이 시기에는 중·소 양국의 경제원조 하에 생산수단의 사유(私有)가 없는 사회주의 제도가 완전히 수립되었다. 1961년에 유엔에 가입하였으며, 1981년 5월에는 제18회 당대회를 개최하고 제7차 5개년계획을 채택하였다.

### 민주화
소비에트 연방에서 페레스트로이카 등과 같은 정치적 개혁이 일어나고 동유럽 공산권에서 민주화의 물결이 번지자 몽골도 변화하기 시작하였다. 1989년 12월 10일 첫 민주주의 강연이 울란바토르의 청년문화회관에서 열렸으며 차히아깅 엘벡도르지가 몽골 민주 연합을 창설하며 민주화의 시대를 준비하기 시작하였다. 몇 달후 13명의 민주화 지도자들이 강연을 개최하고 노동 파업과 같은 집회를 열며 조직의 힘을 키워갔다. 이같은 활동들은 당시 공산주의에 지쳐있던 몽골인들의 폭넓은 지지를 받았으며 도시 지역과 교외 지역 모두에서 민주화 요구 시위들이 일어나기 시작했다. 수도 울란바토르에서 영하의 날씨에도 불구하고 수천명의 사람들이 모여 몽골의 민주화를 외치자, 당시 권력정당이었던 몽골 인민혁명당(현재는 몽골 인민당)은 그들의 요구를 받아들여 권력 유지를 포기하고 민주화 지도자들과 협상을 개시하였다. 몽골 인민혁명당 중앙위원회 의장이었던 잠빙 바트뭉흐는 내각을 해산하고, 자신은 1990년 3월 9일에 사임하기로 결정했다. 엘벡도르지는 이 소식을 수호바타르 광장에서 단식농성을 하고 있던 민주 시위대와 군중들에게 알렸고, 군중들은 이를 함성으로 맞았다. 이후 다당제가 허락되었고, 몽골은 민주적인 국가로 탈바꿈했다. 결과적으로 몽골은 아시아에서 사회주의 국가에서 민주주의 국가로 바뀐 사례들 중 가장 성공적인 결과를 내놓았다는 평가를 받았으며, 민주화 지도자 엘벡도르지는 1989년부터 1997년까지 몽골 민주연합의 대표로 일했다.

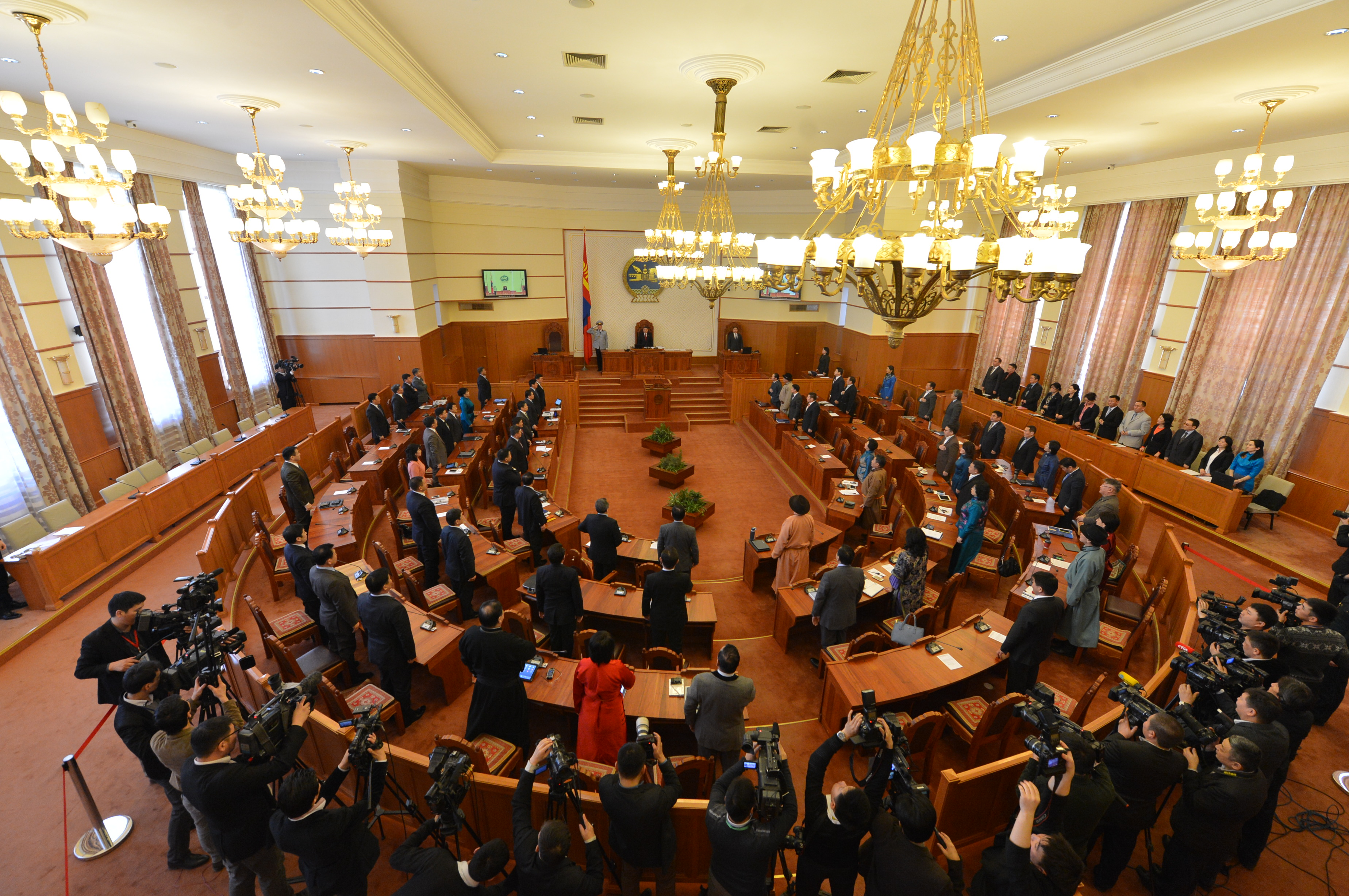
국가대회의장

### 다당제
몽골 국민들의 민주화에 대한 열망은 1990년 몽골 민주화로 이루어졌다. 1990년 5월 헌법이 개정되었으며 몽골 인민혁명당의 독자적인 지위를 박탈, 야당의 존재를 법에 명시했으며 독립적인 입법부를 창설하였고 대통령직을 새롭게 만들었다.
몽골의 첫 민주선거는 1990년 7월에 치러졌다. 몽골인민혁명당이 의석의 85%를 가져갔다. 몽골의 의회격인 국가대회의는 9월 3일에 처음 개회했고, 몽골인민혁명당 출신의 대통령을, 사회민주당 소속의 부통령, 몽골인민혁명당 소속의 총리를 1명씩, 그리고 소회의 의원 50명을 선출했다. 부통령이 소회의의 의장을 맡았으며 1991년 새로운 헌법 제정에 대한 논의가 이루어졌고, 새 헌법은 1992년 1월 13일에 채택했다. 새로운 헌법은 1992년 2월 12일부터 효력을 발휘했다. 새 헌법의 주 내용에는 독립적이고 주권적인 민주 몽골에 대한 언급, 인권과 자유권의 보장 등이 있었다. 새로운 헌법은 행정부와 입법부의 구조도 바꾸었는데, 이로서 이원집정부제가 확립되고 행정부와 국가대회의가 서로 입법권을 어느 정도 배분하여 관할하게 되었다.
1992년 헌법에서는 국민들의 지지도가 대통령 선거에 더 많은 영향을 미치도록 대통령 선거 제도를 바꾸었고, 1993년 6월 실시된 첫 대통령 선거에서 민주적인 절차를 거쳐 폰살마깅 오치르바트가 대통령으로 당선되었다. 국가대회의는 국가 최고 입법기구로서 법률을 제정하고 폐기할 수 있으며, 외교와 경제적인 사안들에 대해 결정하고 계엄령을 선포할 권한이 있다. 국가대회의는 1년에 두 번씩 개최되며, 정원은 76명이다. 2012년 총선 선거부터는 복수형 다수대표제와 비례대표 병립제를 채택하였다. 복수형 다수대표제는 전국을 각각 n명 이상이 당선되는 여러 지역의 선거구들로 나누고 각 선거구의 유권자들이 여러 후보들중 n명에 투표하면 그 중 최다 득표자 n명이 당선되는 구조이다. 이와 별도로 비례대표제도 있는데, 이는 유권자들이 정당에서 제시한 비례대표 명부를 보고 정당에 투표를 하여 비례대표들을 선출하는 것이다. 지역선거구에서는 48명을 뽑으며, 비례대표로는 28명을 뽑는다. 지역선거구는 전국을 26개 선거구로 나누며, 해당 선거구에서 1~3명을 선출한다. 당선된 의원들은 소속 정당의 대변인과 부대변인을 뽑을 자격이 주어지며, 이들의 임기는 4년이다.

### 민주화 이후
1996년 6월까지 몽골인민혁명당이 정권을 장악하고 주도권을 쥐었다. 대통령은 1990년부터 1997년까지 민주화 진영의 폰살마깅 오치르바트였다. 오치르바트는 1990년까지 몽골인민혁명당의 일원이었으나, 부정부패에 염증을 느끼고 민주화를 주도하는 민주당으로 당적을 바꾸었다.
차히아깅 엘벡도르지는 몽골 민주당의 대표였으며, 민주 진영을 이끌어 1996년 총선에서 76석 중 50석을 쓸어가며 역사적인 승리를 거두었다. 민주 진영과 몽골 민주당은 1996년부터 2000년까지 정권을 잡았다. 범민주진영의 선거 지도자였던 멘사이카니 에카이칸이 1996년 7월 7일부터 1998년 4월 23일까지 총리직을 맡았다. 1998년 4월 23일에 의회는 엘벡도르지를 범민주진영의 의장으로 선출했으며 엘벡도르지는 총리로서 의회의 다수당을 이끌어나갔다. 이후 엘벡도르지가 점차 국민들의 지지를 잃어가자 그 대신 잔라빈 나란찻랄트가 수상직에 올랐다. 나란찻랄트는 1999년 7월에 사임하기 전까지 약 8개월 동안 총리로 집권했다.
2004년 총선에서 국가대회의는 2개의 세력으로 쪼개졌다. 하나는 민주당이 이끄는 범민주진영이었고, 나머지 하나는 몽골인민혁명당이 이끄는 조국 진영이었다. 이때 처음으로 몽골의 연립정부가 구성되었으며, 2004년 8월 20일에는 엘벡도르지가 몽골의 총리로 재선출되어 연정을 이끌어나가게 되었다.
2008년 총선에서는 몽골인민혁명당이 76석 가운데 46석을 얻어냈다. 민주당은 3석을 군소정당들에게 빼앗기며 24석을 얻었다. 몽골인민혁명당은 단독으로 국정을 운영할 힘이 있었으나, 민주당과 연립 정권을 구성하였다. 이후 2009년 5월에 열린 대선에서 민주당의 후보 엘벡도르지가 승리를 거두며, 2009년 7월부터 대통령직에 올랐다. 엘벡도르지는 단 한번도 몽골인민혁명당에 소속된 적이 없는 첫 대통령이었다는 점, 그리고 서구 교육을 받은 엘리트였다는 점에서 이 선거의 의의가 있다. 2010년에는 몽골인민혁명당이 몽골인민당으로 이름을 바꾸었다. 2012년 총선에서는 민주당이 다시 승리를 거두었고, 국회 다수당의 위치를 점했다. 허나 민주당이 독자적으로 정부를 구성할만한 의석은 갖지 못했던 탓에, 연정을 구성하여 국정을 처리했다. 당시 민주당은 35석, 몽골인민당은 26석을 차지했다.
엘벡도르지는 2013 대선에서 대통령에 재선되었다. 2012년부터는 민주당이 정부와 입법부 모두를 장악하고 있었다. 그러나 2016년 총선에서 민주당은 기록적인 패배를 당했고, 9석으로 의석 수가 줄어들었다. 다만 2017년 대선에서는 민주당 후보인 할트마깅 바톨가가 당선되며 대통령직은 간신히 지켜냈다.

## 대통령

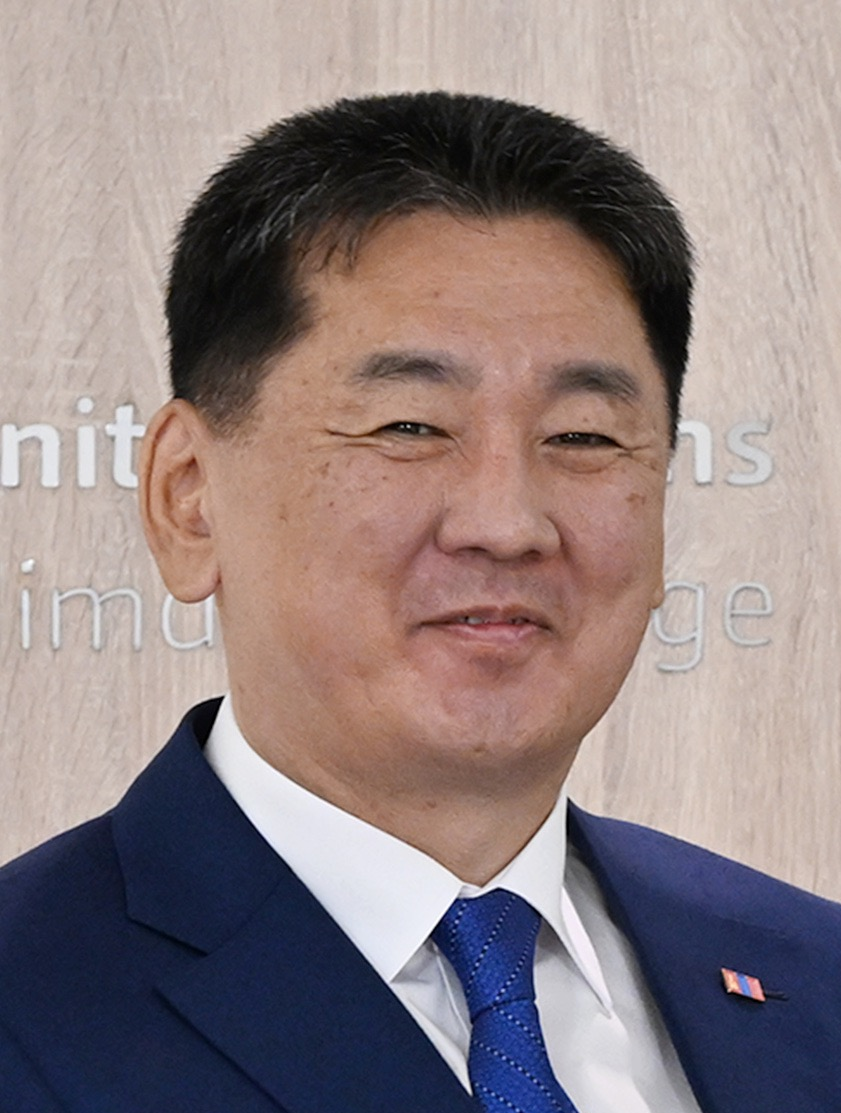
현직 대통령 오흐나깅 후렐수흐

대통령 후보자는 보통 원내 정당들이 지명한다. 대통령은 직선제로 선출되며, 임기는 4년에 재선이 허용된다. 몽골에서 대통령은 국가의 최고수반이자 몽골 군대의 최고 지휘자, 국가안보회의의 의장이다. 헌법에는 대통령이 총리를 지명할 수 있다고 명시되어 있다. 대통령이 부재할 시에는 국가대회의의 의장이 대통령이 새로 선출될 때까지 대통령 전권을 행사한다. 대통령의 권한은 다음과 같다.
- 법안 거부권 (의회의 2/3 이상의 의결로 무시 가능)
- 군 통수권
- 총리 지명 및 임명권 (의회 동의 필요)
- 대법원장 임명권

대통령은 국가대회의에서 재적 의원수의 2/3의 동의를 얻으면 탄핵될 수 있다. 탄핵 심판은 미국의 대통령 탄핵제도처럼 국회에서 대통령의 임기 내 죄목을 규명하는 방식으로 이루어지며, 2/3 이상의 의원들이 유죄라고 생각하면 탄핵되는 방식이다.

## 행정부
몽골 정부는 총리가 이끌며, 총리의 임기는 4년이다. 대통령이 선거가 끝난 후 총리를 지명하면, 총리의 제청 후보들이 대통령의 승인을 받는 형식으로 내각을 구성한다. 만일 총리가 대통령과 합의를 보지 못할 시, 총리는 국가대회의에 추천 후보에 대한 신임안을 제출해야만 하며 국가대회의에서 승인이 떨어진 이후에야 그 후보를 장관으로 임명할 수 있다. 내각은 13개의 부로 이루어져 있으며, 대통령이 만일 총리와 구성 내각이 제대로 일을 하지 못하고 있다고 여길 시 총리 사퇴, 내각 구성원들의 절반을 사퇴시키는 방법, 국가대회의에서 불신임 결의안을 포함한 방법들을 통하여 총리 주도의 정부를 해산시킬 수 있다.

### 부서

국가대회의의 상징

- 환경관광부
- 외교부
- 경제부
- 사법부
- 건설도시개발부
- 방어부
- 교육문화과학부
- 전력부
- 복지스포츠부
- 식품농업부
- 산업부
- 노동부
- 광산부
- 인구사회복지부
- 도로교통부

## 입법부
몽골의 입법부는 국가대회의이다. 76석이 정원이며, 복수형 다수대표제와 비례제도를 병행하고 있다. 복수형 다수대표제는 전국을 각각 n명 이상이 당선되는 여러 지역의 선거구들로 나누고 각 선거구의 유권자들이 여러 후보들중 n명에 투표하면 그 중 최다 득표자 n명이 당선되는 구조이다. 이와 별도로 비례대표제도 있는데, 이는 유권자들이 정당에서 제시한 비례대표 명부를 보고 정당에 투표를 하여 비례대표들을 선출하는 것이다. 지역선거구에서는 48명을 뽑으며, 비례대표로는 28명을 뽑는다. 지역선거구는 전국을 26개 선거구로 나누며, 해당 선거구에서 1~3명을 선출한다. 당선된 의원들은 소속 정당의 대변인과 부대변인을 뽑을 자격이 주어지며, 이들의 임기는 4년이다.
현재 국가대회의 의원들은 2016년 총선 때 당선된 이들로, 제 1야당인 몽골 인민당이 65석을 차지하고 있으며 여당인 몽골 민주당이 9석을 차지하고 있다. 그 외에 몽골인민혁명당(몽골인민당의 주류 세력과 갈라져 나온 세력들이 창당한 정당)이 1석, 무소속이 1석으로 총 76석을 차지하고 있다.

## 사법부
새로이 제정된 헌법에는 몽골 사법 위원회가 독립적인 사법권을 지니고 있으며, 판사들을 임명하고 외부의 간섭에 맞설 힘을 가지고 있다. 대법원이 가장 높은 재판부이며, 판사들은 몽골 사법 위원회의 제청이 국가대회의를 통과하면 대통령의 승인을 받는 식으로 임명된다. 대법원은 모든 하위 법원들의 재판 결과에 대하여 재심할 권한이 있다. 다만 몇몇 특별한 경우들은 제외한다. 또한 헌법을 제외한 모든 법 해석들을 통일하는 역할을 하기도 한다.
몽골 사법부에는 특별화된 민사 법원, 형사 법원, 행정 법원이 따로 존재한다. 이들은 여타 하급 법원들과는 달리 대법원의 간섭을 받지 않으며, 지역 자치단체의 장들은 이 기관들이 대통령 권력이나 국가대회의 권력 등에 의하여 간섭받지 않도록 신경을 써야만 한다. 몽골 사법제도 최상위 기관으로는 몽골 헌법재판소가 자리하며, 헌법재판소는 1명의 헌법재판소장을 포함한 9명의 판사들로 이루어져 있다. 이들의 임기는 6년이고, 이들의 관할 사안은 오직 헌법과 관련된 것들 뿐이며, 사소한 재판들에는 관여하지 아니한다.

## 같이 보기
- 몽골의 대외 관계
- 몽골의 국기